# أنطوني باسو
أنطوني باسو (4 يوليو 1979 ببيزنسون في فرنسا - يناير 2025) (بالفرنسية: Anthony Basso)‏ هو لاعب كرة قدم فرنسي في مركز حراسة المرمى. لعب مع نادي أودينيزي ونادي أوكسير ونادي بينيفينتو ونادي فيكينغ وهارت أوف ميدلوثيان ونادي كييتي كالسيو الرياضي ونادي بيزنسون ‏ وفيتربيسي 1908 ويافردون سبور ‏.

## وصلات خارجية
- أنطوني باسو على موقع قاعدة بيانات كرة القدم.إي يو (الإنجليزية)
- أنطوني باسو على موقع Soccerbase.com (لاعب) (الإنجليزية)
- أنطوني باسو على موقع Soccerway.com (الإنجليزية)